# Boston (magazine)
Pour les articles homonymes, voir Boston (homonymie).
Boston est un magazine américain consacré au Grand Boston, publié depuis plus de quarante ans.

## Description
Le magazine est décrit comme « sophistiqué, intellectuel, et plein de charme, Boston est le centre du monde de la haute éducation, la médecine, la finance, et la biotechnologie, avec ses quelques meilleures institutions nationales, meilleurs restaurants, boutiques de mode, meilleures universités, et ses habitants cultivés. Ensuite il y a l'autre Boston : une ville avec abus de pouvoir, politiques, ses biens immobiliers trop chers, et ses divergences musicales et artistiques. »
Boston rapporte la publication de 500 000 exemplaires mensuels et son pourcentage d'exemplaires vendus serait l'un des plus importants parmi les magazines américains ; il a été nommé sept fois magazine urbain[Quoi ?] en huit ans par la City and Regional Magazine Association. Best of Boston est une récompense attribuée par le magazine Boston dans de nombreuses catégories variées.

## Relations
Le magazine Boston est dirigé par la société Metrocorp (en), localisée à Philadelphie depuis 1971. WCVB-TV Channel 5, WBZ NewsRadio et MAGIC 106.7 collaborent avec le magazine Boston. Le magazine est fait également partie de l'American Society of Magazine Editors (ASME).